# ナショナルリーグ・ノース
ナショナルリーグ・ノース（National League North）は、イングランドのサッカーリーグである。2015年までの旧称はカンファレンス・ノース（Conference North）。最上位であるプレミアリーグから数えて5つ下のディビジョン、実質6部にあたる。
リーグは22クラブで構成され、優勝クラブはナショナルリーグへ昇格する。2位から7位の6クラブはレギュラーシーズン終了後にプレーオフを行い、勝者がナショナルリーグへ昇格する。また、20位以下の下位3チームは、下位のディビジョンである、ノーザンプレミアフットボールリーグ、サウザンプレミアフットボールリーグのいずれかに降格する。(本拠地の位置よって所属が異なるため)

## 所属クラブ（2022-23シーズン）
- AFCフィルド
- AFCテルフォード・ユナイテッド
- アルフレトン・タウン
- バンベリー・ユナイテッド
- ブライス・スパルタンズ
- ボストン・ユナイテッド
- ブラックリー・タウン
- ブラッドフォード・パーク・アベニュー
- バクストン
- チェスター
- チョーリー
- カーゾン・アシュトン（英語版）
- ダーリントン
- ファースリー・セルティック
- グロスター・シティ
- ギーズリー
- ヘレフォード
- ケタリング・タウン
- キダーミンスター・ハリアーズ
- キングズ・リン・タウン
- レミントン（英語版）
- ピーターバラ・スポーツ（英語版）
- スカーバラ・アスレティック（英語版）
- サウスポートFC
- スペニームーア・タウン（英語版）

## 記録
| シーズン | 優勝                                     | プレーオフ優勝                           |
| -------- | ---------------------------------------- | ---------------------------------------- |
| 2004–05  | サウスポート                             | アルトリンチャム                         |
| 2005–06  | ノースウィッチ                           | スタッフォード                           |
| 2006–07  | ドロイルスデン                           | ファースリー                             |
| 2007–08  | ケタリング                               | バロー                                   |
| 2008–09  | タムワース                               | ゲーツヘッド                             |
| 2009–10  | サウスポート                             | フリートウッド                           |
| 2010–11  | アルフレトン                             | テルフォード                             |
| 2011–12  | ハイド                                   | ナニートン                               |
| 2012–13  | チェスター                               | ハリファクス                             |
| 2013-14  | テルフォード                             | アルトリンチャム                         |
| 2014–15  | バロー                                   | ギーズリー                               |
| 2015–16  | ソーリハル・ムーアズ                     | ノース・フェリビー                       |
| 2016-17  | フィルド                                 | ハリファクス                             |
| 2017-18  | サルフォード・シティ                     | ハローゲート・タウン                     |
| 2018-19  | ストックポート・カウンティ               | チョーリー                               |
| 2019-20  | キングズ・リン・タウン                   | アルトリンチャム                         |
| 2020-21  | 新型コロナウイルス感染症の流行により中止 | 新型コロナウイルス感染症の流行により中止 |
| 2021-21  | ゲーツヘッド                             | ヨーク・シティ                           |

## シーズン別大会名
- Nationwide Conference North （2004-2007）
- Blue Square North（2007-2010）
- Blue Square Bet North（2010-2013）
- The Skrill North（2013-2014）
- Vanarama Conference North（2014-2015）
- Vanarama National League North  （2015-）